# Euchroea parceguttata
Euchroea parceguttata är en skalbaggsart som beskrevs av Leon Fairmaire 1898. Euchroea parceguttata ingår i släktet Euchroea och familjen Cetoniidae. Inga underarter finns listade i Catalogue of Life.